# Cratichneumon flavomaculatus
Cratichneumon flavomaculatus là một loài tò vò trong họ Ichneumonidae.